# جون براون
جون براون (بالإنجليزية: John Brown)‏، هو مناضل أمريكي في سبيل حرية العبيد ولد في ولاية كونيتيكت في الولايات المتحدة الأمريكية في عائلة مؤلفة من 16 ولد. وقد تشبع منذ طفولته بمبادئ معاداة العبودية. كاد أن يصبح قسيسا بروتستانتيا، لكنه تخلى، في آخر لحظة عن هذه الفكرة، وراح ينتقل في ولايات أمريكا مزاولا مهنا عديدة سائقا، أو عاملا، أو مزارعا، أو تاجر صوف. حملته مهنته الأخيرة إلى أوروبا. لكنه لم يستقر بها طويلا. وعندما عاد إلى الولايات المتحدة سكن في نيويورك مع جماعة من السود. ومنذ ذلك الوقت أصبحت فكرة العبودية تستحوذ على تفكيره، فراح يعمل علانية على مكافحة التمييز العنصري وعلى ضمان العدالة للسود.
في عام 1855 انتقل مع بعض أولاده إلى ولاية كانساس حيث كانت الحرب الأهلية قائمة بين مؤيدي العبودية ومعارضيها. وأصبح منذ ذلك الوقت قائدا لمجموعة حرب عصابات. وبعد مقتل خمسة من معارضي العبودية وطد العزم على الثأر لهم. وبالفعل توجه في ليلة 24، 25 أيار-مايو 1856 إلى مخيم على ضفاف بوتاواتومي (بالإنجليزية: Pottawatomie)‏ وأمام سبعة شهود عيان، قتل، بالفأس، خمسة رجال من المشتبه بهم، ومنذ ذلك الحين سمي «الكابتين جون براون دي إوزاواتومي».
في عام 1858 شن هجوما على أحد الأمكنة في ولاية ميسوري، وحرر عددا من العبيد وأرسلهم إلى كندا. كان براون في ذلك الوقت ينتمي إلى التنظيم السري «ريلرود» (بالإنجليزية: Railroad)‏ الذي كان يهدف إلى إعانة العبيد الفارين. في عام 1858 دعا، في مدينة «شاتام»، في كندا، إلى مؤتمر ضم عددا من السود والبيض حيث سن دستور تحرريا وانتخب قائدا أعلى لحكومة وهمية. في عام 1859 هاجم، مع عشرين عنصر، قاعدة عسكرية فيديرالية في فيرجينيا، ظنا منه أن العبيد سيثورون. وقد استطاع في هجومه ذاك أن يصمد مدة يومين، بعد أن احتجز ستين شخصا كرهائن. لكنه ما لبث أن جرح وأسر بعد أن قتل عشرة من رجاله، بينهم اثنان من أبنائه.
جرت له محاكمة وحكم عليه بالشنق.:179
اعتبر جون براون بطلا ورمزا للتحرر بفضل كتابات بعض المثقفين الذين أعلوا من شأنه أمثال ر.و. إمرسون، وهـ.د. تورو نارايانغانغ.

## نشأته
وُلد جون براون في 9 مايو عام 1800 في تورينغتون في كونيتيكت. كان الولد الرابع لأوين براون (1771-1856) وروث ميلز (1772- 1808) وحفيد الكابتن جون براون (1728-1776). تتبع براون أصله إلى مذهب التطهيرية الإنجليزي في القرن السابع عشر.
انتقلت عائلته في عام 1805 إلى مدينة هدسن في أوهايو، حيث افتتح أوين براون مدبغة، توجد علامة تاريخية في مكان منزلهم. كانت مدينة هدسن مركزًا لنشاط مكافحة العبودية، وشارك أوين في ذلك النشاط بشكل كبير، إذ قدم ملاذًا آمنًا للهاربين من شركة السكك الحديدية تحت الأرض. لم يكن هناك مدرسة ثانوية في هدسون في ذلك الوقت لذلك درس جون في مدرسة إليزور رايت (والد العالم اليزور رايت الشهير) في تلمادغ القريبة.
تزوج براون في عام 1820 من ديانث لوسك. ولد طفلهم الأول جون جونيور بعد 13 شهرًا من زواجهم. سعى براون وعائلته في عام 1825 لإيجاد موقع أكثر أمانًا (للعبيد الهاربين) وانتقلوا إلى نيو ريتشموند في بنسلفانيا، حيث اشترى 200 فدان (81 هكتار) من الأراضي. قام بتجهيز ثمنها وشيد مقصورة وحظيرة وورشة دباغة مع غرفة سرية لإخفاء العبيد الهاربين. أُدرج مكان مدبغة جون برازن في السجل الوطني للأماكن التاريخية في عام 1978. ساعد براون في هروب نحو 2500 من العبيد. ويفترض أنّ براون قد ساعد عددًا أقل من العبيد الهاربين عندما عاش في بلدة هدسن.
وظف خلال العام الأول 15 رجلًا للدباغة، كسب براون المال من تربية الماشية. ساعد في إنشاء مكتب بريد ومدرسة. أدار براون خلال هذه الفترة مشروعًا تجاريًا بين الولايات تضمن إنتاج الماشية والجلود جنبًا إلى جنب مع قريبه سيث تومبسون من ولاية أوهايو الشرقية.
توفي أحد أبنائه في عام 1831. أصيب براون بالمرض وبدأت معاناته تراكم عليه ديونًا كبيرة. توفيت زوجته ديانث في صيف عام 1832 بعد وقت قصير من وفاة ابنه حديث الولادة، وتركته مع الأطفال جون جونيور وجيسون وأوين وروث. (لم ينجُ ثلاثة من أطفالهم حتى بلوغهم سن الرشد). تزوج براون من ماري آن داي البالغة من العمر 16 عامًا (15 أبريل 1817 - 1 مايو 1884) في 14 يونيو 1833، وهي من مقاطعة واشنطن في نيويورك. أنجبا 13 طفلاً، بقي منهم على قيد الحياة عند وفاة جون براون: سالمون وآني وسارة وإلين.
نقل براون عائلته إلى فرانكلين ميلز في أوهايو في عام 1836. اقترض هناك المال لشراء الأراضي في المنطقة وبناء وتشغيل معمل دباغة على طول نهر كوياهوغا بالشراكة مع زيناس كينت. عانى من خسائر مالية كبيرة في الأزمة الاقتصادية لعام 1839 التي أصابت الولايات الغربية بأذى أشد مما عانت منه في ذعر عام 1837. كان العديد من رجال الأعمال مثل براون يثقون بشدة في سندات الائتمان والدولة وقد دفعوا ثمن تلك الثقة غاليًا. سجن براون عندما حاول الاحتفاظ بملكية مزرعة من خلال رفض مطالبات المالك الجديد. قام بالعديد من المحاولات لتطوير جهوده التجارية المختلفة في محاولة لتسديد ديونه. قام أيضًا بتربية الخيول والأغنام جنبًا إلى جنب مع دباغة الجلود وتجارة الماشية.

### سنوات التحول في سبرينغفيلد في ماساتشوستس
انتقل براون وشريكه في العمل سايمون بيركنز في عام 1846 إلى مدينة سبرينغفيلد في ماساتشوستس. وجد براون مجتمعًا قادته من البيض من أهم رجال الكنائس في المجتمع ورجال الأعمال الأثرياء والسياسيين ذوي الشعبية ورجال القانون المحليين ومدير النشر في إحدى الصحف الأكثر شهرة في البلاد وكانوا جميعهم مساهمين وداعمين لحركة مكافحة العبودية. تمثلت نية براون وبيركنز في تمثيل مصالح مزارعي الصوف في أوهايو ضد مصالح مصنعي الصوف في نيو إنجلاند.
أسس مؤيدو التحرر من العبودية الأمريكيون من أصل أفريقي في المدينة قبل عامين من وصول براون إلى سبرينغفيلد في عام 1844 كنيسة سانفورد ستريت الحرة (تعرف الآن باسم كنيسة القديس يوحنا) والتي أصبحت واحدة من أبرز معالم الولايات المتحدة لإلقاء خطب إلغاء العبودية. كان براون أبرشيًا في الكنيسة الحرة منذ عام 1846 وحتى غادر سبرينغفيلد في عام 1850، حيث حضر محاضرات لإلغاء العبودية أُلقيت من قبل أمثال فريدريك دوغلاس وسوجورنر تروث. أمضى دوغلاس في عام 1847 ليلة يتحدث مع براون بعد خطابه في الكنيسة الحرة، شارك براون خلال وجوده في سبرينغفيلد في تحويل المدينة إلى مركز رئيسي لنشاط إلغاء العبودية، وإحدى أكثر المحطات أمانًا وأهمها على السكك الحديدية تحت الأرض.
تعلم براون الكثير عن النخبة التجارية في ماساتشوستس. واعتبر هذه المعرفة لعنة في البداية لكنه أثبت أنها نعمة بالنسبة لنشاطاته اللاحقة في كانساس وفي هاربرز فيري.
تفاجأ رجال مجتمع الأعمال عندما طلب منهم براون تغيير ممارستهم المربحة للغاية والمتمثلة في بيع الصوف ذي الجودة المنخفضة بشكل جماعي بأسعار زهيدة. وثق بهم براون بسذاجة في البداية، لكنه سرعان ما أدرك أنهم مصممون على الحفاظ على سيطرتهم في تحديد الأسعار. كان مزارعو الأغنام أيضًا في وادي نهر كونيتيكت على مشارف سبرينغفيلد غير منظمين إلى حد كبير ومترددين في تغيير أساليب الإنتاج الخاصة بهم لتلبية المعايير الأعلى. اشتكى براون وغيره من مزارعي الصوف في مزارع أوهايو من أن ممارسات المزارعين في وادي نهر كونيتيكت تخفض جميع أسعار الصوف الأمريكي في الخارج. بذل براون جهدًا للتغلب على نخب تجارة الصوف من خلال السعي إلى التحالف مع الشركات المصنعة الأوروبية. شعر براون في النهاية بخيبة أمل عندما علم أنَّ أوروبا فضلت شراء صوف ماساتشوستس الغربية بكميات كبيرة وأسعار زهيدة. ثم سافر براون إلى إنجلترا للبحث عن سعر أعلى لصوف سبرينغفيلد. كانت الرحلة كارثية إذ تكبدت الشركة خسارة قدرها 40000 دولار، تحمل بيركنز العبء الأكبر منها. أغلقت الشركة بسبب هذه المحنة في أواخر عام 1849. بقيت الدعاوى القضائية لاحقًا بين براون وشريكه لعدة سنوات أخرى.
أقرّت الولايات المتحدة قانون العبيد الهاربين قبل أن يغادر براون سبرينغفيلد في عام 1850، وهو قانون فرض على السلطات في الدول الأخرى المساعدة في إرجاع العبيد الهاربين وفرض عقوبات على الذين ساعدوا في هروبهم. أسس براون جماعة لمنع أسر العبيد رداً على ذلك سماها الجلعاديين. جاء الاسم من الكتاب المقدس حيث كان جبل جلعاد هو المكان الذي تجمع فيه أشجع الإسرائيليين لمواجهة العدو. أسس براون المجموعة بالكلمات التالية: «لا شيء يعطي الشعب الأمريكي الشجاعة الشخصية. سيكون عدد السود عشرة أضعاف عدد البيض» بهدف حماية العبيد الذين هربوا إلى سبرينغفيلد، منذ تأسيس براون لمجموعة الجلعاديين لم يُعاد أي شخص إلى العبودية من سبرينغفيلد. أعطى براون كرسيًا هزازًا إلى والدة العامل الأسود توماس كبادرة عن المودة.

### مزرعته في نيويورك
سمع براون في عام 1848 عن منح جيريت سميث جبال أديرونداك للرجال السود الفقراء، وقرر نقل أسرته إلى هناك لإنشاء مزرعة حيث تمكن من تقديم التوجيه والمساعدة إلى السود الذين كانوا يحاولون إقامة جمعيات في المنطقة. اشترى جزءًا من أراضي سميث في بلدة نورث إلبا في نيويورك (بالقرب من ليك بلاسيد) مقابل دولار واحد للفدان (2 دولار للهكتار)، وقضى عامين هناك. أخذت زوجته جثته هناك لدفنها بعد إعدامه، دُفن 12 شخصًا من المتعاونين معه في مقبرة جماعية هناك. أصبحت مزرعة جون براون ملكا لولاية نيويورك منذ عام 1895 وهي الآن معلم تاريخي وطني.

## حراكه في كانساس
دخلت مقاطعة كانساس في خضم حرب أهلية على مستوى الولاية من عام 1854 إلى عام 1860، بين القوات المؤيدة للعبودية والقوات المناهضة لها، ويشار إليها بفترة نزيف كانساس. كان على الناخبين في كانساس أن يحسموا القضية، لكن لم يتضح هوية هؤلاء الناخبين، إذ حدث تزوير واسع النطاق في التصويت لصالح القوات المؤيدة للعبودية، كما أكد تحقيق في الكونجرس.

### بوتاواتومي
كان براون ومستوطنو فري ستيت متفائلين بإمكانيتهم ضم كانساس إلى الاتحاد كولاية خالية من العبودية. بدأ الناشطون المؤيدون للعبودية بعد ذوبان ثلوج الشتاء في عام 1856، حملة للاستيلاء على كانساس بشروطهم الخاصة. تأثر براون بشكل خاص بإقالة لورانس، مركز النشاط المناهض للعبودية في كانساس، في 21 مايو 1856. دمرت جماعة يقودها شريف من ليكومبتون التي تعد مركز النشاط المؤيد للعبودية في كانساس، صحيفتين مناهضتين للعبودية وفندق فري ستيت. قُتل رجل همجي من الحدود فقط. كما أدى ضرب بريستون بروكس في 22 مايو للسناتور المناهض للعبودية تشارلز سومنر في مجلس الشيوخ الأمريكي إلى تأجيج غضب براون.
كتب بنيامين فرانكلين سترينغفيلو المؤيد للعبودية، من سكواتر سوفرين، أن «[القوات المؤيدة للعبودية] عازمة على صد هذا الغزو الشمالي، وجعل ولاية كانساس ولاية عبودية، ولو اضطُر الأمر تغطية أنهارنا بدماء ضحاياها، وأن تكون جثث الإبطاليّون كثيرة في الإقليم بحيث تتسبب في انتشار المرض والمرض، فلن نتراجع عن هدفنا». كان براون غاضبًا من عنف القوات المؤيدة للعبودية وما رآه من رد فعل ضعيف وجبان من قبل المناهضين للعبودية ومستوطني فري ستيت، والذين وصفهم «بالجبناء أو الأسوأ من ذلك».
وقعت مجزرة بوتاواتومي ليلة 24 مايو وصباح 25 مايو 1856. أُخذ براون ومجموعة من المستوطنين المناهضين للعبودية من منازلهم، وقتلوا خمسة من «صيادي العبيد المحترفين ومؤيدي العبودية المتشددين» من المستوطنين شمال بوتاواتومي كريك، في مقاطعة فرانكلين في كانساس.
حصلت ثمان عمليات قتل في إقليم كانساس قبل عامين من مذبحة بوتاواتومي كريك، وعزيت إلى سياسات العبودية، ولكن لم يحدث أي منها على مقربة من المذبحة. كانت المذبحة بمثابة فتيل في خزان وقود، عجّل بالفترة الأكثر دموية في تاريخ «نزيف كانساس»، فترة ثلاثة أشهر من الغارات الانتقامية والمعارك التي قتل فيها 29 شخصًا.

### بالميرا وأوساواتومي
قامت قوة من الميزوريين بقيادة الكابتن هنري كلاي بات في عام 1856، بالقبض على جون جونيور وجيسون، ودمرت منزل عائلة براون، وشاركت لاحقًا في إقالة لورانس. نجح جون براون وتسعة من أتباعه مع عشرين رجلاً محليًا في معركة بلاك جاك في 2 يونيو، في الدفاع عن مستوطنة فري ستيت في بالميرا في كانساس، ضد هجوم بات. أُسر بات و22 من رجاله، ونُقلوا إلى معسكر براون بعد القبض عليهم، وحصلوا على كل الطعام الذي استطاع براون أن يقدمه.
أجبر براون بات على توقيع معاهدة، مبادلة حرية بات ورجاله بالإفراج الموعود عن ابني براون المأسورين. أطلق براون سراح بات للكولونيل إدوين سمنر، لكنه غضب عندما اكتشف أن الإفراج عن أبنائه سيتأخر حتى سبتمبر.
عبرت سرية مؤلفة من أكثر من 300 من سكان ميزوري بقيادة الجنرال جون دبليو ريد في أغسطس إلى كانساس وتوجهت نحو أوساواتومي، عازمة على تدمير مستوطنات فري ستيت هناك، ثم زحفوا إلى توبيكا ولورنس.
قُتل فريدريك نجل براون وجاره ديفيد غاريسون في ضواحي أوساواتومي بإطلاق النار صباح 30 أغسطس عام 1856. رتّب براون الذي فاق ورجاله أعدادهم بأكثر من سبعة إلى واحد، رجاله البالغ عددهم 38 وراء دفاعات طبيعية على طول الطريق أطلقوا النار متخفين، وتمكنوا من قتل ما لا يقل عن 20 من رجال ريد وجرح 40 آخرين.
أعاد ريد تجميع صفوفه، وأمر رجاله بالنزول والاندفاع في الغابة. تفرقت مجموعة براون الصغيرة وهربت عبر نهر ماريه دي سيجن. قتل أحد رجال براون أثناء الانسحاب وأسر أربعة. اختبأ براون ورجاله الناجون في الغابة المجاورة، بينما نهب الميزوريون أوساواتومي وحرقوها. أدت شجاعة براون وحنكته العسكرية في مواجهة الصعاب الساحقة إلى جعله محط اهتمام وطني، وجعلته بطلاً للعديد من الإبطاليّين في الشمال، على الرغم من هزيمته.
دخل براون في 7 سبتمبر إلى لورانس للقاء قادة فري ستيت والمساعدة في التحصين ضد أي هجوم مخيف. غزا ما لا يقل عن 2700 من الميزوريين المؤيدين للعبودية ولاية كانساس مرة أخرى، واشتبكوا بالقرب من لورانس في 14 سبتمبر. استعد براون للمعركة، لكنهم تجنبوا العنف الخطير عندما أمر حاكم كانساس الجديد، جون دبليو جيري، الأطراف المتحاربة بنزع سلاحها وحلها، وعرض الرأفة على المقاتلين السابقين من كلا الجانبين. استغل براون السلام الهش وغادر كانساس مع ثلاثة من أبنائه لجمع الأموال من المؤيدين في الشمال.

## غارة هاربرز فيري

### خطط براون
تعود خطط براون لشن هجوم كبير على العبودية الأمريكية إلى ما لا يقل عن 20 عامًا قبل الغارة. أمضى السنوات ما بين 1842 و1849 في تصفية شؤون أعماله، واستقر وعائلته في مجتمع الزنوج في تمبكتو في نيويورك، ونظم تخيليًا غارة ضد العبودية، من شأنها توجيه ضربة كبيرة ضد نظام العبودية بأكمله، وتهريب العبيد من المزارع الجنوبية.
جاء عن فريدريك دوغلاس: «يثبت تصريحه الخاص، بأنه كان يفكر في توجيه ضربة جريئة من أجل حرية العبيد لعشر سنوات، أنه قد عزم على مساره الحالي قبل وقت طويل من أن تطأ أقدامه أو أبناؤه كانساس». ورد حسب جيمس ريدباث، أول كاتب سيرة ذاتية له: «اعتز سرًا بفكرة كونه قائد تمرد عبودية لثلاثين عامًا: موسى الأمريكي، الذي اصطفته القدرة الكلية لقيادة الأمم المستعبدة في ولاياتنا الجنوبية إلى الحرية».
كان براون حريصًا بشأن من تحدث إليه، إذ قال إرميا أندرسون، أحد المشاركين في الغارة: «كان الزعيم براون حريصًا على إبقاء خططه بعيدًا عن متناول رجاله»، وقد صرح أون، الناجي الوحيد من بين أبناء براون الثلاثة أنه «لم تُنشر خطة جون براون بالكامل، على ما أعتقد».
ناقش خططه مطولًا، لأكثر من يوم، مع فريدريك دوغلاس، محاولًا دون جدوى إقناع دوغلاس القائد الأسود، بمرافقته إلى هاربرز فيري (التي اعتقد دوغلاس أنها مهمة انتحارية لا يمكن أن تنجح).
اعتقد براون أنه «يمكن لقلة من الرجال الذين هم على حق، ومعرفة أنهم على حق، أن يقلبوا ملكًا جبارًا. يمكن لخمسين رجلاً، أو عشرين، في جبال ألغيني أن يمزقوا العبودية إلى أشلاء في غضون عامين». كما قال لاحقًا بعد فشل الغارة: «كنت، كما أعتقد الآن، اجامل نفسي عبثًا أنه بدون إراقة الكثير من الدماء [من خلال أن يبدأ التمرد المفترض بهاربرز فيري] قد [تنتهي العبودية]».

## وصلات خارجية
- جون براون على موقع الموسوعة البريطانية (الإنجليزية)
- جون براون على موقع إن إن دي بي (الإنجليزية)